# Ouo (departamento)
Ouo é um departamento ou comuna da província de Comoé no Burkina Faso. A sua capital é a cidade de Ouo.
Em 1 de julho de 2018 tinha uma população estimada em 46569 habitantes.